# 横井大三
横井 大三（よこい たいぞう、1914年6月11日 - 2006年7月22日）は、日本の検察官。最高裁判所判事。本籍は神奈川県だが、生まれたのは朝鮮平安北道。

## 概要
旧制府立高等学校を経て1937年（昭和12年）に東京帝国大学法科を卒業。司法官試補となり、1938年（昭和13年）から裁判官として法曹キャリアをスタートさせ、東京・新潟地裁などに勤務したが、1945年（昭和20年）4月に司法省に転じ、以降は検察官となる。現行刑事訴訟の「証拠」の項目をGHQと折衝しながらつくりあげた。その後、刑事局参事官、刑事局刑事課長、ついで東京地検、東京高検、最高検それぞれの公判部長を務めた。
仙台高検検事長、名古屋高検検事長を務めた後、1977年（昭和52年）6月に定年退官し、約1年間専修大学の教授をしていた。
1978年（昭和53年）9月22日に最高裁判事となる。検事を定年退官した後で最高裁判事に任命されたのは横井が初めて。就任の時に「これからは一つ一つ全力投球でやる。憲法のあるべきすがたを具体的な裁判で明らかにしたい」と述べる。
1980年衆院選の一票の格差訴訟では1983年（昭和58年）11月7日の最高裁判決では違憲状態とする多数意見に対して、違憲の少数意見を表明した。
1984年（昭和59年）6月に定年退官した。
退任後はリクルート事件で受託収賄罪に問われた藤波孝生元官房長官の弁護団長や、ロッキード事件で議院証言法違反罪等に問われた若狭得治元全日空会長の弁護人を務めた。